# تشارلز سومرز
تشارلز سومرز (بالإنجليزية: Charles Somers) هو شخصية أعمال أمريكي، ولد في 13 أكتوبر 1868 في نيوارك في الولايات المتحدة، وتوفي في 29 يونيو 1934 في بوت إين باي في الولايات المتحدة.